# Drino inconspicua
Drino inconspicua är en tvåvingeart som först beskrevs av Johann Wilhelm Meigen 1830.  Drino inconspicua ingår i släktet Drino och familjen parasitflugor. Arten är reproducerande i Sverige. Inga underarter finns listade i Catalogue of Life.